# Verona Calcio Femminile 1993-1994
Questa voce raccoglie le informazioni riguardanti la Verona Calcio Femminile nelle competizioni ufficiali della stagione 1993-1994.

## Rosa
Rosa della squadra all'inizio della stagione.
| N. |                   | Ruolo | Calciatore          |
| -- | ----------------- | ----- | ------------------- |
|    | Italia (bandiera) | P     | Barbara Benini      |
|    | Italia (bandiera) | P     | Elena Bon           |
|    | Italia (bandiera) | D     | Loredana Amato      |
|    | Italia (bandiera) | D     | Michela Boccagni    |
|    | Italia (bandiera) | D     | Anna Durigon        |
|    | Italia (bandiera) | D     | Denise Longo        |
|    | Italia (bandiera) | D     | Michela Panato      |
|    | Italia (bandiera) | D     | Erika Perbellini    |
|    | Italia (bandiera) | D     | Assunta Siano       |
|    | Italia (bandiera) | C     | Loredana Amato      |
|    | Italia (bandiera) | C     | Beatrice De Stefano |

| N. |                   | Ruolo | Calciatore            |
| -- | ----------------- | ----- | --------------------- |
|    | Italia (bandiera) | C     | Arianna Fabbri        |
|    | Italia (bandiera) | C     | Antonietta Formisano  |
|    | Italia (bandiera) | C     | Valentina Melchiorri  |
|    | Italia (bandiera) | C     | Silvana Monchera      |
|    | Italia (bandiera) | C     | Elena Rodolfi         |
|    | Italia (bandiera) | C     | Assunta Siano         |
|    | Italia (bandiera) | A     | Erika Gaspari         |
|    | Italia (bandiera) | A     | Monia Gazzaroli       |
|    | Italia (bandiera) | A     | Maria Grazia Pegoraro |
|    | Italia (bandiera) | A     | Marina Richter        |
|    | Italia (bandiera) | A     | Laura Rizzotto        |